# Cổ Trượng
Cổ Trượng (chữ Hán giản thể: 古丈县) là một huyện thuộc Châu tự trị dân tộc Thổ Gia, Miêu Tương Tây, tỉnh Hồ Nam. Cộng hòa Nhân dân Trung Hoa. Tại đây có dãy núi Vũ Lăng. Huyện này có diện tích 1297,45 ki-lô-mét vuông, dân số năm 2004 là 1,376 triệu người, trong đó dân tộc thiểu số là 1,17 triệu người, dân tộc Thổ Gia là 54.169 người, dân tộc Miêu là 62.683 người. Chính quyền huyện đóng ở trấn Cổ Dương. Đến thời điểm tháng 10 năm 2005, huyện này có 4 trấn, 3 hương.
- Trấn: Cổ Dương, La Ỷ Khê, Mặc Nhung, Hồng Thạch Lâm.
- Hương: Hà Liên, Song Khê, Cao Phong, Đoạn Long Sơn, Nham Đầu Trại, Sơn Tảo và Cao Vọng Giới.